# Щадов Михайло Іванович
Михайло Іванович Щадов (14 листопада 1927, село Каменка, тепер Боханського району Усть-Ординського Бурятського округу Іркутської області, Російська Федерація — 13 листопада 2011, місто Москва) — радянський діяч, міністр вугільної промисловості СРСР (1985—1991). Депутат Верховної Ради СРСР 11-го скликання. Член ЦК КПРС у 1986—1990 роках.
Кандидат технічних наук (1985), доктор технічних наук (1991), професор (1995). Академік Академії гірничих наук РФ. Почесний член Російської академії суспільних наук (18.01.1995). Академік Російської інженерної академії (1989). Академік Міжнародної академії наук екології, безпеки людини і природи.

## Біографія
Народився в селянській родині, батько працював головою колгоспу.
У 1943 році закінчив семирічну сільську школу. У 1943—1944 роках — колгоспник колгоспу «Ангарстрой» села Каменка Боханського району Іркутської області.
У 1944—1948 роках — студент електромеханічного відділення Черемховського гірничого технікуму Іркутської області.
Член ВКП(б) з 1947 року.
У 1948—1950 роках — учень механіка, начальник дільниці, помічник головного механіка шахти № 5-біс тресту «Черемховвугілля».
У 1950—1953 роках — слухач Вищих інженерних курсів при Томському політехнічному інституті, гірничий інженер.
У 1953—1954 роках — головний інженер шахти № 1-2 тресту «Вуглегірськвугілля» комбінату «Сахалінвугілля» Сахалінської області.
У 1954—1955 роках — головний інженер шахти № 7 тресту «Черемховвугілля» Іркутської області.
У 1955—1960 роках — начальник шахт № 7, № 6, № 5-6, начальник шахти «Об'єднана» тресту «Черемховвугілля» Іркутської області.
У 1960—1963 роках — керуючий тресту «Мамслюда» Мамсько-Чуйського району Іркутської області.
У 1963—1965 роках — слухач Вищої партійної школи при ЦК КПРС. У 1965 році також закінчив Всесоюзний фінансово-економічний заочний інститут за спеціальністю економіка промисловості.
У 1965—1966 роках — інструктор Іркутського обласного комітету КПРС.
У 1966—1974 роках — заступник начальника, начальник комбінату «Східсибвугілля» у місті Іркутську. У 1974—1977 роках — генеральний директор Східносибірського виробничого об'єднання з видобутку вугілля («Східсибвугілля») в Іркутську.
У 1977—1981 роках — заступник, у 1981—1985 роках — 1-й заступник міністра вугільної промисловості СРСР.
13 грудня 1985 — листопад 1991 року — міністр вугільної промисловості СРСР.
З 1991 року — генеральний директор фінансово-промислового комплексу «Трансвугілля». З 1992 року — голова правління банку «Московський кредит».
Завідував кафедрою управління промисловими підприємствами Іркутського державного технічного університету. Викладав, читав лекції у вищих навчальних закладах Москви і Санкт-Петербурга, довгі роки був професором кафедри відкритих гірничих робіт Московського гірничого інституту. Член редколегії «Горного журнала» в Москві. Президент Міжнародного гірничого конгресу.
Похований на Троєкурівському цвинтарі.

## Нагороди
- три ордени Леніна
- орден Трудового Червоного Прапора (1963)
- орден «За заслуги перед Вітчизною» (Російська Федерація) IV ст. (4.06.2008)
- медаль «За доблесну працю» (1970)
- медаль «За трудову доблесть»
- медаль «Ветеран праці»
- медаль «В пам'ять 1500-річчя Києва» (1982)
- медаль «В пам'ять 850-річчя Москви» (1997)
- медаль «Маршал Радянського Союзу Жуков» (1997)
- Премія Ради Міністрів СРСР (1982)
- Державна премія СРСР (1984)
- Державна премія Російської Федерації в галузі науки і техніки 1998 року (22.07.1998)
- Премія Уряду Російській Федерації в галузі науки і техніки (2001)
- Повний кавалер знаку "Шахтарська слава"
- Заслужений працівник паливно-енергетичного комплексу
- Почесний працівник вугільної промисловості
- Почесний залізничник
- заслужений геолог РРФСР
- заслужений шахтар Російської Федерації (25.08.1997)
- заслужений діяч науки Російської Федерації (2.03.2002)
- Почесний громадянин міста Нерюнгрі (1990)
- Почесний громадянин Кемеровської області
- Почесний громадянин міста Черемхово (2007)
- орден «Доблесть Кузбасу»
- Герой Кузбасу (22.10.2007)